# Trochospongilla leidii
Trochospongilla leidii är en svampdjursart som först beskrevs av James Scott Bowerbank 1863.  Trochospongilla leidii ingår i släktet Trochospongilla och familjen Spongillidae. Inga underarter finns listade i Catalogue of Life.